# Bloomington (miasto)
Bloomington – miasto w Stanach Zjednoczonych, w stanie Wisconsin, w hrabstwie Grant.